# Frederick Douglass
Frederick Douglass, nascido como Frederick Augustus Washington Bailey (Condado de Talbot, c. fevereiro de 1818 – Washington, D.C., 20 de fevereiro de 1895) foi um abolicionista, estadista e escritor estadunidense. Chamado "O Sábio de Anacostia" ou "O Leão de Anacostia", ele foi dos mais eminentes afro-americanos do seu tempo, e dos mais influentes na história dos Estados Unidos, sobretudo durante o período da Guerra de Secessão e a consequente abolição da escravatura, para o que pressionou o então presidente Abraham Lincoln.
Filho de uma escrava com um homem branco, Douglass viveu a experiência da servidão e, instruindo-se, dela fugiu em 1838, adotando novo nome como homem livre e com o qual passou à história; dez anos depois publicou sua primeira autobiografia que o levou a excursionar pela Europa, o que lhe mudou o pensamento para ações mais pragmáticas de luta. Durante a guerra civil conseguiu fazer com que os negros pudessem lutar ao lado dos brancos e, terminada esta, continuou suas lutas pela igualdade entre as raças e também entre homens e mulheres.
Seu pensamento contestador contra os sistemas opressivos pregava a constante rebeldia, como expressou a um amigo abolicionista numa carta de 1848: "Sem luta não há progresso. Aqueles que professam em favor da liberdade, e ainda depreciam a agitação, são pessoas que querem ceifar sem arar a terra. Eles querem chuva sem trovão e raios. Eles querem o oceano sem o terrível bramido de suas muitas águas. Esta luta pode ser moral; ou pode ser física; ou pode ser ambas, moral e física; mas ela deve ser uma luta. O poder não concede nada sem demanda. Nunca concedeu e nunca concederá". Foi um orador bastante requisitado na causa abolicionista por sua eloquência, Douglass é autor de frases célebres sempre citadas, como "eu me uniria com qualquer um para fazer o certo e com ninguém para fazer o errado". Os abolicionistas brancos pediam-lhe o depoimento mas procuravam limitar-lhe a narrativa apenas ao testemunho dos fatos, e não à sua análise, que caberia a eles fazer — revelando assim uma outra forma de preconceito: além do racial, o intelectual; mas Douglass se insurgia contra isto, tanto em suas palestras quanto em seus livros, levando aos fatos sua própria interpretação.
Por toda sua luta, Douglass é reconhecido como "o pai do movimento pelos direitos civis" dos Estados Unidos e sua última residência na capital integra o patrimônio histórico nacional daquele país. Para seu biógrafo Joseph W. Holley ele foi o mais influente afro-americano do século XIX, havendo militado em favor de diversas causas sociais que "agitaram a consciência" do país e que foram desde os direitos femininos, reforma agrária, temperança, paz, educação pública e gratuita e abolição da pena de morte — mas sobretudo gastou a maior parte de seu tempo e energia pelo fim da escravidão e pela igualdade de direitos a todos os afrodescendentes; segundo ele: "Douglass entendeu que a luta pela libertação e pela igualdade exigia vigorosa, persistente e inflexível agitação. E reconheceu que os afro-americanos têm papel inerente nesta luta. Menos de um mês antes de sua morte um jovem negro pediu seu conselho a quem iniciava sua carreira no mundo, Douglas respondeu sem hesitação: "Agite! Agite! Agite!"". Sua autobiografia faz parte do cânon da literatura e da cultura estadunidenses.

## Contexto histórico e intelectual

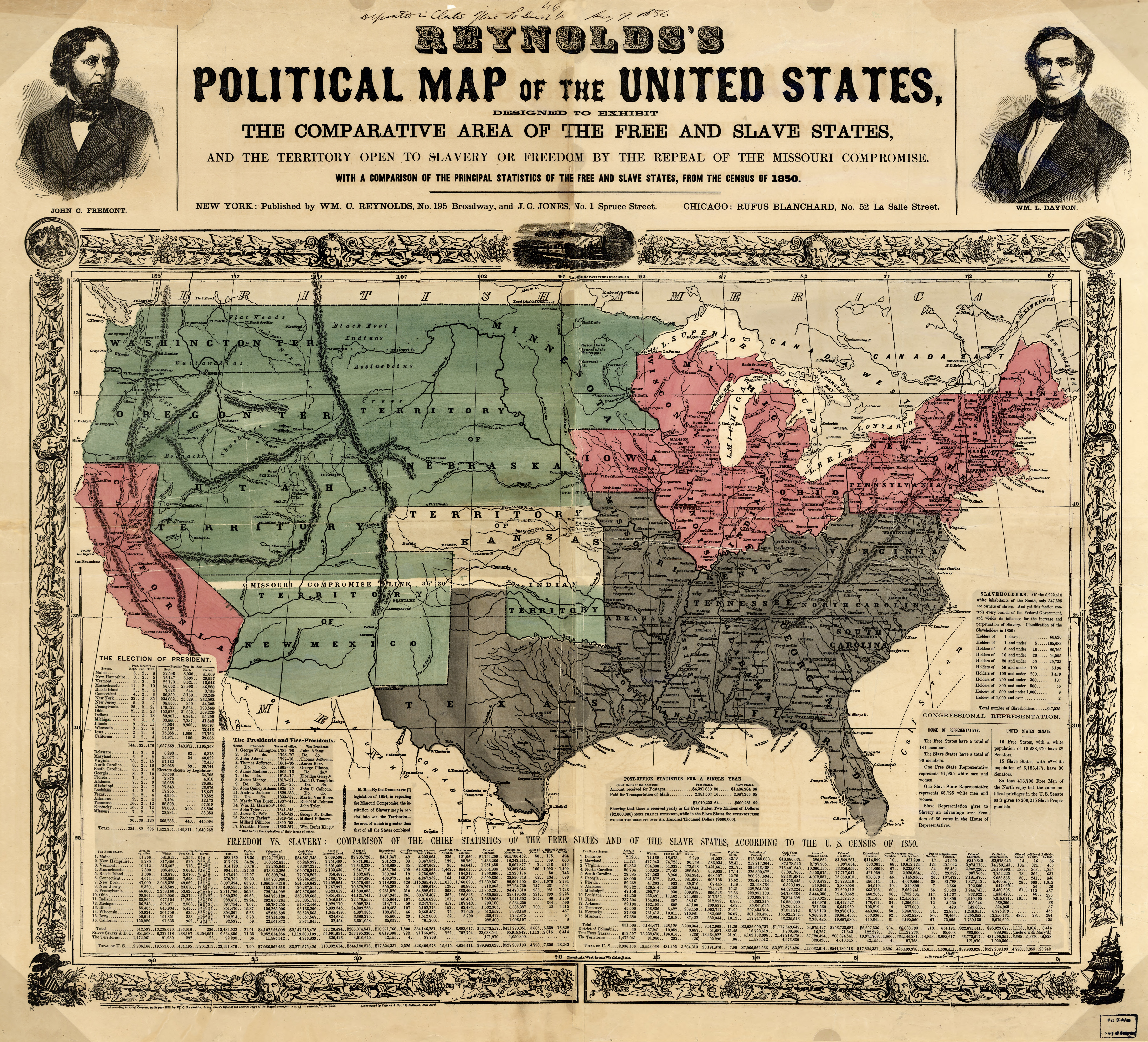
Mapa de 1856 mostra os estados escravistas (cinza), estados "livres" (rosa), territórios federais (verde), o Kansas (branco) e o paralelo 36°30′ N indicado.

No século XIX os Estados Unidos tinham vivenciado uma ampliação do seu território, tanto pela compra (casos da Luisiana, da Flórida ou mais tarde o Alasca) e pela anexação (caso do Texas, do Oregon e Maine), como pela conquista militar numa guerra contra o México que durara dois anos e resultou na conquista, em 1848, do Novo México e da Califórnia. A população também sofreu um salto quantitativo: de nove milhões e seiscentos mil habitantes em 1820 chegou a 1860 a trinta e um milhões e trezentos mil.
Enquanto os estados do sul, de clima mais quente, tinham sua economia fortemente centrada na agricultura e, portanto, com grande número de mão-de-obra escrava, os nortistas tinham uma formação mais baseada no comércio, indústria e numa agricultura não escravocrata que, com o tempo, foi acelerando as diferenças de interesses entre ambos, também perceptível pela origem dos imigrantes que os povoaram: ao norte de maioria protestante (ingleses, alemães) e ao sul de maioria católica (latinos); em 1820 o Compromisso do Missouri consagrou a divisão, proibindo a escravidão acima do Paralelo 36°30' Norte. Em 1850 a Califórnia, apesar de estar abaixo deste limite, ganhou o direito de ser não-escravista, forçando em 1850 a celebração do Compromisso Clay, que dava ao povo o direito de decidir se seu estado teria ou não cativos.
No Norte logo começaram a surgir várias sociedades abolicionistas, manifestações antiescravistas, e publicação de poesias, livros (como o célebre A Cabana do Pai Tomás) e panfletos combatendo a prática da exploração servil. Antes da metade do século eram mais de duzentas mil pessoas engajadas nesta causa, em mais de duas mil associações. As sociedades abolicionistas patrocinavam a fuga de escravos do Sul para estados onde seriam cidadãos livres; também constituíram a Libéria em África (1847), destinando-a para os cativos que quisessem voltar ao continente.
Na política também houve grandes modificações: com a expansão para o Oeste ocorre a diminuição do poder dos Whigs, força dominante formada pelos grandes proprietários rurais e grandes comerciantes do Leste, fazendo surgir o Partido Democrata (composto por pequenos comerciantes e profissionais liberais); o Partido Republicano tornou-se oficialmente abolicionista em 1854.
Em 1859 John Brown leva a luta pelo fim da escravidão ao extremo, provocando uma sublevação de cativos na Virgínia, atacando um arsenal do exército. Preso, foi condenado à forca, tornando-se um mártir da causa abolicionista. Durante a eleição de 1860 o Partido Democrata apresentou uma divisão, lançando dois candidatos: o vice-presidente John C. Breckinridge foi o candidato dos escravistas do Sul, ao passo que os nortistas moderados lançaram Stephen Douglas, senador por Illinois. Disputou ainda o pleito Gerrit Smith pelo novo Partido Constituinte da União, de proposta basicamente antiescravista. Finalmente os republicanos lançaram Abraham Lincoln e o resultado do pleito foi a vitória deste último, beneficiado pela divisão democrata, cujos candidatos obtiveram, juntos, muito mais votos que ele. A consequência foi a saída da Carolina do Sul da União, insurgindo-se contra o resultado do pleito, provocando uma reação violenta contra os abolicionistas, no Norte, que os culpava pela divisão do país. Em fevereiro do ano seguinte mais seis estados (Geórgia, Flórida, Mississipi, Alabama, Louisiana e Texas) repetiram o gesto da Carolina do Sul e formaram os Estados Confederados da América, aos quais depois se juntaram a Virgínia, Tennessee, Carolina do Norte e Arkansas (permaneceram na União os estados escravocratas de Delaware, Maryland, Missouri e Kentucky). O país dividiu-se de forma tal que a guerra estourou a 12 de abril: de um lado vinte e três estados nortistas com uma população de vinte e dois milhões de habitantes e do outro os onze estados sulistas e uma população de nove milhões de pessoas, dos quais três milhões e quinhentas mil eram escravas.

## Primeiros anos, escravidão e aprendizado

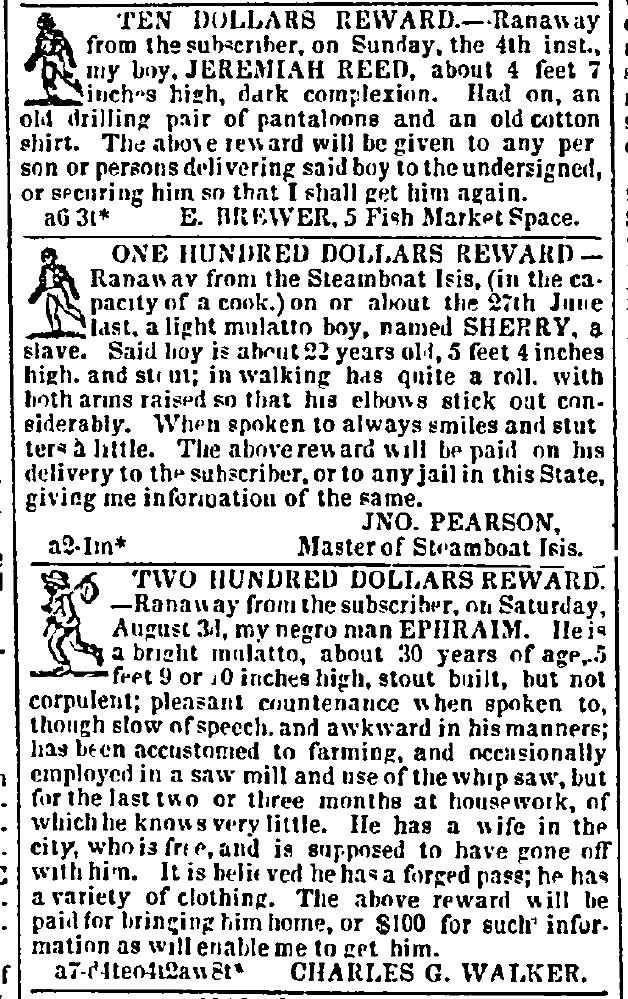
Anúncio de 1839 no Baltimore Sun oferece recompensas por escravos fugidos.

Nascido num lugar próximo à costa de Maryland, sabe-se que seu pai era um homem branco e sua mãe, Harriet Bailey, uma escrava. Foi criado pela avó e por uma tia quando era pequeno, sendo que vira a mãe somente umas cinco vezes até sua morte, ocorrida quando ele tinha sete anos. A separação das mães de seus filhos era um costume na época pois as mulheres em idade fértil eram mais aptas que as mais velhas ao trabalho pesado na agricultura, então ele ficou com a avó Betsey na fazenda de Holmes Hill junto a outras doze crianças que eram seus irmãos ou primos; sua mãe trabalhava numa plantação distante do lugar onde nascera, Tukahoe, e para visitá-lo teria que percorrer uma longa distância a pé após o horário de trabalho, e retornar a tempo para a jornada seguinte: apesar disto, sua mãe era uma mulher inteligente, uma das raras escravas que sabiam ler e escrever na região. Ela morreu em 1825. Frederick tinha quatro irmãs (Sarah, Eliza, Kitty e Arianna) e um irmão (Perry).
No ano seguinte após a morte da mãe ocorreu algo que ele mais tarde descreveria como a primeira vez que teve a sensação de "abandono e traição": sua avó o levara para a plantação de Why House, conhecida como aquela da Casa-Grande, de propriedade de Edward Lloyd — em que morava o senhor Lloyd e sua família — e o deixou ali, sem qualquer aviso. Edward Lloyd era um senhor de escravos muito rico, e mantinha mais de dez cativos como serviçais de sua casa de um total de mais de mil em suas mais de duas dezenas de fazendas onde plantava milho, tabaco e trigo. A fazenda era administrada pelo Capitão Aaron Anthony, proprietário de Frederick. Como ele era muito novo para trabalhar no campo, servia como garoto de recados, cuidava das vacas, dos jardins e quintal, e observou a crueldade com que o feitor e seu dono Anthony, lidava com os trabalhadores.
Enquanto testemunhava desde cedo as crueldades da escravidão no campo, outra sorte lhe estava reservada pois aos oito anos foi enviado para trabalhar em casa de um carpinteiro naval, chamado Hugh Auld, em Baltimore, vivendo com o novo senhor e sua esposa, Sophia Aud, para cuidar do filho pequeno do casal, Thomas (os Auld eram sogros de Lucretia Anthony Auld, filha de Aaron). Ali foi alfabetizado e pela primeira vez ouviu a palavra abolição; segundo diria mais tarde: "Indo morar em Baltimore foi lançada a fundação, e abriu-se a porta de entrada, para toda a minha subsequente prosperidade".  De fato, ele era o primeiro escravo que Sophia tivera e parecera-lhe natural que o ensinasse a ler junto ao filho. Douglass assimilava rapidamente as lições, sendo orgulho para a senhora, mas quando Hugh percebeu o que a mulher estava a fazer, houve uma forte discussão onde ele advertiu-a para o ato (considerado ilegal) de ensinar um escravo a ler, além de perigoso pois estes, uma vez alfabetizados, poderiam falar em liberdade.
Embora privado das lições de sua dona ele decidira não parar de aprender e, ganhando trocados polindo botas, negociava com os garotos brancos pobres da vizinhança aulas em troca de pão e treinava a escrita nas cercas e em pedras. Quando descobriu, por volta dos doze anos de idade, a existência da publicação The Columbian Orator, passou a adquiri-la e a decorar seus artigos, além de aprender conceitos como direitos humanos e liberdade. O conceito de "abolição" aprendeu lendo o jornal Baltimore American. Também lia os jornais que eram jogados fora e, com isto, pôde acompanhar os debates nacionais acerca da escravidão e, frequentando igrejas para negros livres, experimentou a comovente experiência de ver outros homens negros que falavam em público e sabiam ler. Aos treze anos adquiriu uma obra popular sobre retórica e começou a exercitar-se na oratória.
Viveu em Baltimore até os quinze anos em relativo conforto mas, após este período de sete anos no litoral, foi novamente enviado para uma fazenda no sertão sob a direção de um brutal feitor, Edward Covey, onde era diuturnamente chicoteado e mal alimentado a ponto de ele declarar depois que fora "quebrado em corpo, alma e espírito". Esta mudança ocorreu de forma abrupta porque o seu dono, o Capitão Anthony, morrera sem deixar testamento e, com a divisão dos bens, Frederick ficou para sua filha Lucretia, casada com Thomas Auld, mas também ela veio a falecer dentro de poucos meses após a morte do pai e ele passou a pertencer ao seu marido.

## Retorno à plantation, fuga

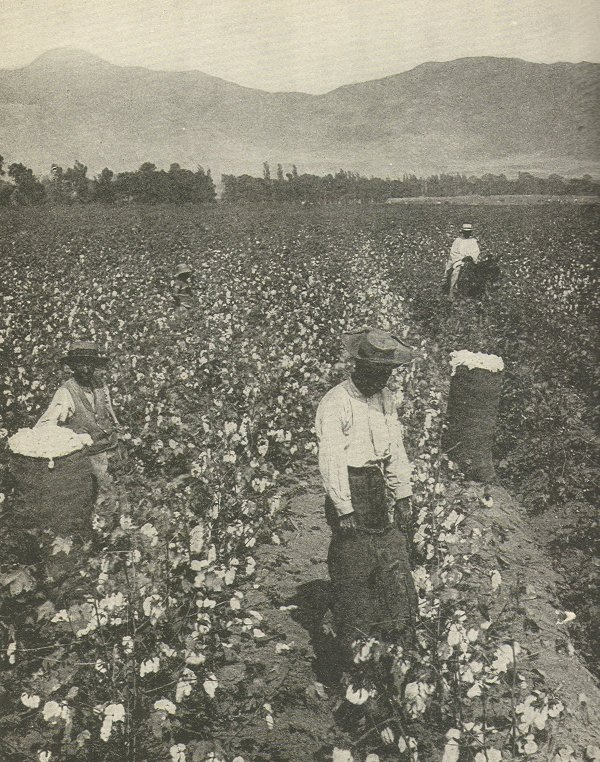
Negros trabalham numa plantação de algodão.

Assim, Douglass foi enviado pelo seu novo mestre Thomas Auld para uma plantation próxima de St. Michaels, onde ele organizou secretamente uma escola para ensinar aos demais escravos; a empresa foi descoberta e atacada por uma multidão de brancos do lugar, levando Auld a buscar como meio de disciplinar Frederick enviando-o para trabalhar para um fazendeiro que tinha a fama de "quebrador de escravos", no entanto ele mostrou-se ainda mais desafiador e enfrentava os açoitamentos.
Levado por um novo fazendeiro, voltou a organizar outra escola onde, junto aos alunos, passou a planejar uma fuga para o estado livre da Pensilvânia, o que foi também descoberto; a fim de evitar novos problemas deste tipo, Auld enviou Douglass de volta a Baltimore, para trabalhar como calafate num estaleiro. Lá, na atmosfera relativamente liberal da cidade, ele se uniu a uma sociedade de aprimoramento formada por calafates livres, onde eram com frequência debatidos temas sociais e intelectuais que agitavam a época.
Ele tentou comprar sua liberdade, mas sem êxito. Então, portando documentos de um marinheiro negro livre que conhecera em setembro de 1838, ele se disfarçou como marujo e fugiu para Nova York de barco a vapor e trem, começando assim sua nova vida como homem livre. Para esta fuga contribuíra Anna Muray, que trabalhava como empregada doméstica em Baltimore. Ela era filha de ex-escravos que foram alforriados pouco antes de seu nascimento; seis anos mais velha que Frederick, foi ela quem forneceu a ele o dinheiro e o disfarce para a fuga.

## Liberdade, casamento, pregações e jornais
Uma vez na cidade, Douglass adotou o novo sobrenome a conselho de um abolicionista local para começar a nova vida e confundir os caçadores de escravos fugidos. Em Nova York Anna veio se juntar a ele e se casaram em ato celebrado pelo famoso pastor negro James William Charles Pennington. O casal se estabeleceu em New Bedford onde ele continuou a trabalhar com calafetagem e também como vendedor de provisões para os navios baleeiros. Em menos de uma década de união, o casal teve cinco filhos, sendo duas meninas e três meninos: Rosetta (1839-1906), Lewis Henry (1840-1908), Frederick D. Jr. (1842-1892), Charles Remond (1844-1920) e Annie (1849-1860).
Anna sempre foi uma esposa fiel: trabalhava como empregada doméstica e cuidava dos filhos, contudo não se pode dizer que Frederick tinha um casamento feliz, pois ela não acompanhava o marido em sua trajetória: mesmo quando este recebia visitas ela se limitava a servir e cozinhar para os hóspedes e em seguida se retirava. Ele chegou a contratar-lhe um professor, mas Anna revelou-se incapaz de aprender, de forma que Frederick sempre se sentiu solitário em casa.
Douglass fez parte da igreja metodista — a African Methodist Episcopal Zion — na qual se tornou liderança e pregador. Logo se junta ao movimento antiescravagista que surgia; lia o jornal Liberator editado por William Lloyd Garrison e participava das reuniões nas igrejas negras, onde relatava sua experiência como escravo. Em agosto de 1841 ele despertou a atenção do próprio Garrison e outros importantes líderes brancos do movimento abolicionista ao participar de uma convenção da Massachusetts Anti-Slavery Society na ilha de Nantucket. Douglass os impressionou de tal forma com sua eloquência que logo o contrataram como palestrante e, durante os dois anos seguintes, quando mudou-se com a família para Lynn, proferiu centenas de palestras ao público antiescravista nos estados de Nova Inglaterra e Nova York.
Em 1843 passou a integrar a comitiva de oradores abolicionistas na excursão que denominaram "One Hundred Conventions" (ou "Cem Convenções") que visava ao fortalecimento da causa antiescravocrata e que percorreu Nova York, Ohio, Indiana e o leste da Pensilvânia, onde suas qualidades oratórias fizeram aumentar o respeito e admiração entre os participantes do movimento. A recepção nestes lugares muitas vezes era hostil e perigosa: ataques verbais, saraivada de ovos e frutos podres. Multidões muitas vezes violentas eram comuns e ele, por sua condição de foragido, tinha ameaçada sua liberdade com a crescente exposição e, para não ser recapturado, tinha que omitir ou disfarçar dados de sua biografia (tais como nomes, datas, lugares).
Em 1845 ele publicou a primeira de suas autobiografias — The Narrative of the Life of Frederick Douglass, An American Slave, Written by Himself — que se converteu num grande sucesso com a rápida venda de trinta mil exemplares nos Estados Unidos e na Grã-Bretanha, logo sendo traduzido para o alemão, francês e holandês. Graças a este notável sucesso, em agosto deste ano, ele viajou para uma turnê que viria a durar vinte meses, abrangendo Inglaterra, Escócia e Irlanda, realizando nestes países inúmeras palestras, angariando consideráveis contribuições financeiras dos abolicionistas locais para a aquisição de sua liberdade. Além disso, um montante significativo foi arrecadado para possibilitar a fundação de seu próprio jornal ao retornar.
Em 1847 o casal muda-se para Rochester e Douglass começa a publicar seu jornal abolicionista The North Star (que circulou até 1851 com este nome, quando fundiu-se ao The Liberty Party Paper, e então continuou por mais dez anos sob o nome de Frederick Douglass's Paper). Ali institui sua própria organização de palestras entre os anos de 1849 a 1951.
Em Rochester, no ano de 1852, durante as comemorações do 4 de julho, data máxima do país pela sua independência, Douglass proferiu um discurso que se tornou célebre onde denunciava a hipocrisia do momento, uma nação a festejar uma liberdade que ela própria não praticava: "os Estados Unidos são falsos com o passado, falsos com o presente e solenemente se consagram a serem falsos com o futuro. Nesta ocasião, ao lado de Deus e do oprimido e ensanguentado escravo, eu ousarei – em nome da humanidade que é ultrajada, em nome da liberdade que é acorrentada, em nome da Constituição e da Bíblia, que são desprezadas e iludidas – a desafiar e denunciar, com toda a ênfase que posso reunir, tudo o que serve para perpetuar a escravidão – o grande pecado e a vergonha dos Estados Unidos". Neste mesmo ano escreveu um romance de ficção intitulado The Heroic Slave, obra abolicionista editada em capítulos numa publicação chamada Autographs for Freedom (Autógrafos pela Liberdade), cuja venda era revertida num fundo para atividades abolicionistas.
Em 1859 começou a publicar também o Douglass' Monthly, inicialmente como suplemento mensal do seu jornal e depois como uma publicação independente, que seria interrompida com a eclosão da guerra civil. Além das palestras e publicações, Douglas participava ativamente da Underground Railroad (Estrada de Ferro Subterrânea, em livre tradução): o sistema de patrocínio de fugas de escravos do sul para os estados do norte e o Canadá. Neste ano eclodiu a sublevação liderada por John Brown, a qual Douglass criticou por acreditar estar fadada ao fracasso, como de fato ocorreu. Ele era ligado a Brown pois trabalhava para adquirir fundos às atividades do abolicionista radical, sendo que esta conexão o forçou a fugir para o Canadá, em outubro, contando com a ajuda dos amigos e companheiros da luta antiescravista, Amy e Isaac Post, no entanto ele permanece ali pouco tempo, viajando então para a Inglaterra. Seu retorno aos Estados Unidos foi antecipado pela trágica morte de sua filha mais nova, Annie, ocorrida em 13 de março de 1860

## Guerra de Secessão: os "gigantes" Douglass e Lincoln

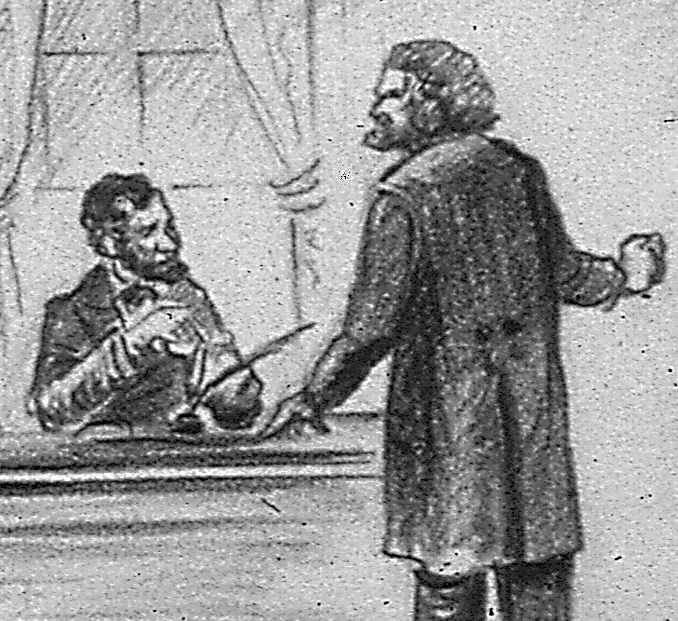
Lincoln reuniu-se duas vezes com Douglass: sua pressão levou ao fim da escravidão e outras conquistas.

Com a eclosão da guerra civil Douglass atuou publicamente pressionando o presidente Lincoln a abolir a escravidão e a aceitar nas forças armadas a participação de homens negros. Seu artigo intitulado "Men of Color, To Arms" acabou se tornando peça de cartaz de recrutamento, marcando o início de uma disputa entre dois "gigantes" do Norte: Douglass defensor do abolicionismo imediato e Lincoln, que buscava reconciliar o país.
Na eleição de 1860 Douglass apoiou inicialmente o candidato abolicionista Guerrit Smith mas, poucos meses antes do pleito, ele se deu conta de que esta seria uma candidatura derrotada e então preferiu dar um voto útil, apoiando Lincoln. Diante da crise então formada houve a expectativa de que o novo presidente a superasse, no entanto o discurso de posse de Lincoln desapontou Douglass ao não atacar a escravidão, prometendo manter a lei dos escravos fugidos e não alterar a situação nos estados em que este sistema vigia, dando assim prioridade à preservação da União, mas essa abordagem se mostrou infrutífera quando, em 12 de abril de 1861, o Sul bombardeou o Forte Sumter, em Charleston, marcando o início do conflito civil. Douglass louvou esse acontecimento, pois viu nele o desencadeamento do caminho para a abolição. Ele então estabeleceu dois tópicos pelos quais lutaria: o fim da escravidão em todo o país (incluindo os estados escravistas leais à União) e o direito de os negros se alistarem para a guerra.
Em um relato de agosto de 1861 Douglas revelou que na primeira batalha de Bull Run foram vistos negros lutando ao lado das tropas confederadas; Semanas mais tarde, ele retomaria o tema, citando uma testemunha que vira negros confederados "com um mosquete no ombro e balas nos bolsos". Ele ainda colheu um depoimento de um escravo que fugira na Virgínia de que tropas negras estavam a se formar naquele estado, na Geórgia e na Carolina do Sul. Sabe-se hoje que estes grupos eram formados por escravos alistados por seus senhores e que, temendo represálias, serviam aos defensores da escravidão.  No entanto, é importante notar que esse contingente representava apenas uma pequena parcela dos soldados confederados, não ultrapassando 1% do total, o que equivalia aproximadamente ao mesmo percentual da população escrava da época.

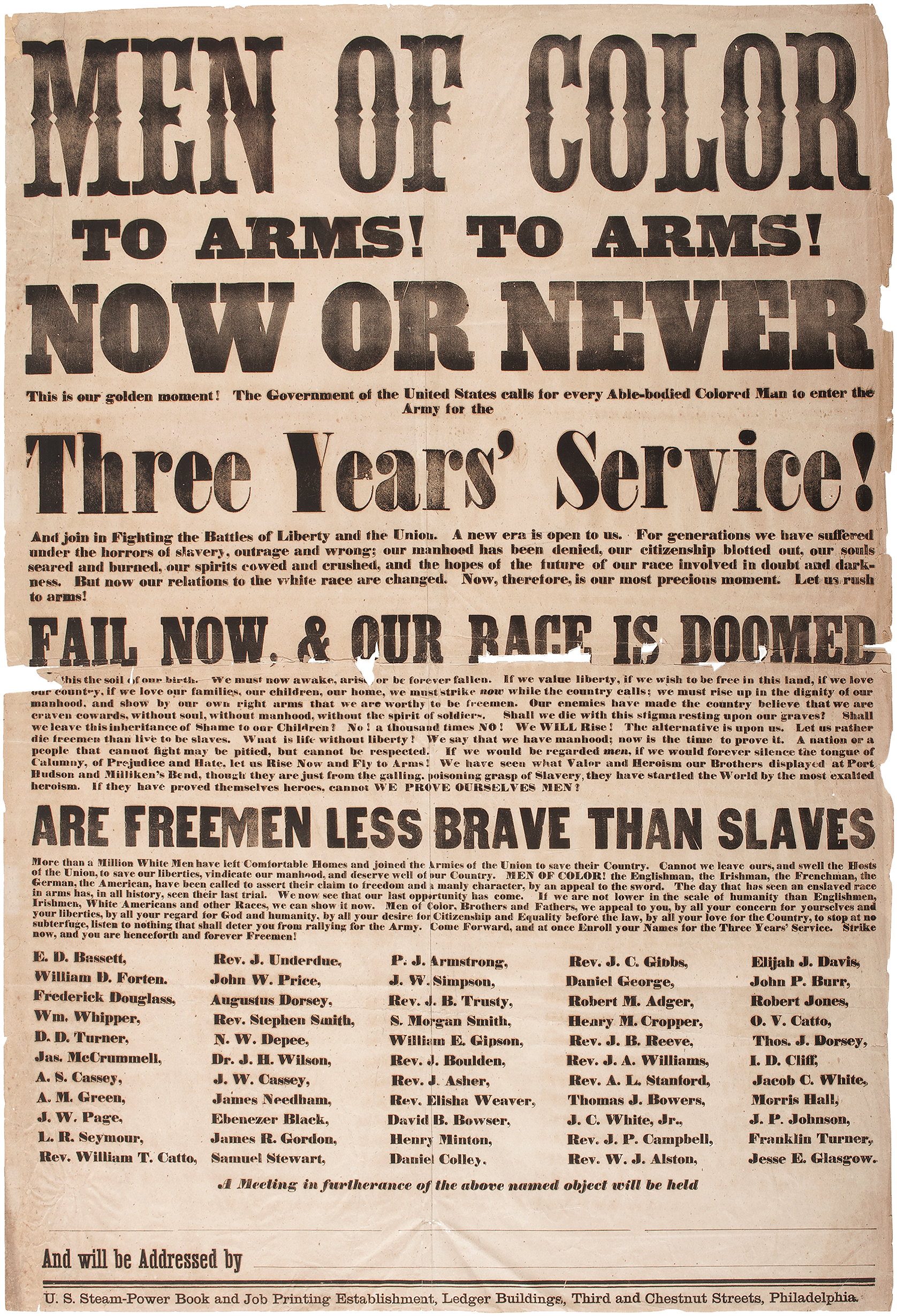
Panfleto de 1863; Douglass exorta os negros ao alistamento.

As lutas no Sul seguiam aguerridas e Douglass viajava em conferências, exercendo pressão tanto nelas, qunto nos artigos que escrevia, com o objetivo de persuadir o presidente para que este abolisse de vez a servidão. Lincoln, contudo, demonstrava lentidão nas medidas pela libertação: apenas a 16 de abril de 1862 sancionou uma lei que abolia a escravidão na capital, Washington e retardou a assinatura das medidas aprovadas pelo Congresso que confiscavam os escravos das áreas capturadas aos secessionistas — esperando com isto evitar se rebelassem os estados escravistas fiéis.
Com o aumento exagerado das baixas em suas tropas, várias cidades nortistas tiveram distúrbios contra as convocações. A guerra se arrastava sem qualquer perspectiva de final favorável e finalmente Lincoln se convenceu de que medidas mais duras precisavam ser tomadas contra os sulistas, em meados de 1962, esperando a primeira grande vitória nortista para anunciá-las. Isso efetivamente ocorreu em setembro, após a sangrenta batalha de Antietam, em Maryland: a 31 de dezembro de 1862 ele expediu a Proclamação de Emancipação, dando imediata liberdade aos escravos em todo território sulista capturado (mas sem abolir a servidão nos estados fronteiriços leais ou naquelas áreas já capturadas). O ato, contudo, levou a que milhões de negros fugissem para o norte, no "caminho da liberdade" das áreas controladas pela União. Douglass estava em Boston e recebera a notícia deste avanço no telégrafo da cidade, junto a outros. Em seu relato escreveu: "Nós estávamos esperando e ouvindo como quem [espera] um raio do céu... Nós observávamos... No meio da fraca luz das estrelas vinha a aurora de um novo dia... Nós estávamos ansiando pela resposta às preces agonizantes dos séculos".  A multidão então vibrou com a medida esperada há tanto e que deixava a libertação mais próxima, e Douglass passou a dedicar-se à sua segunda proposta: o alistamento de negros.

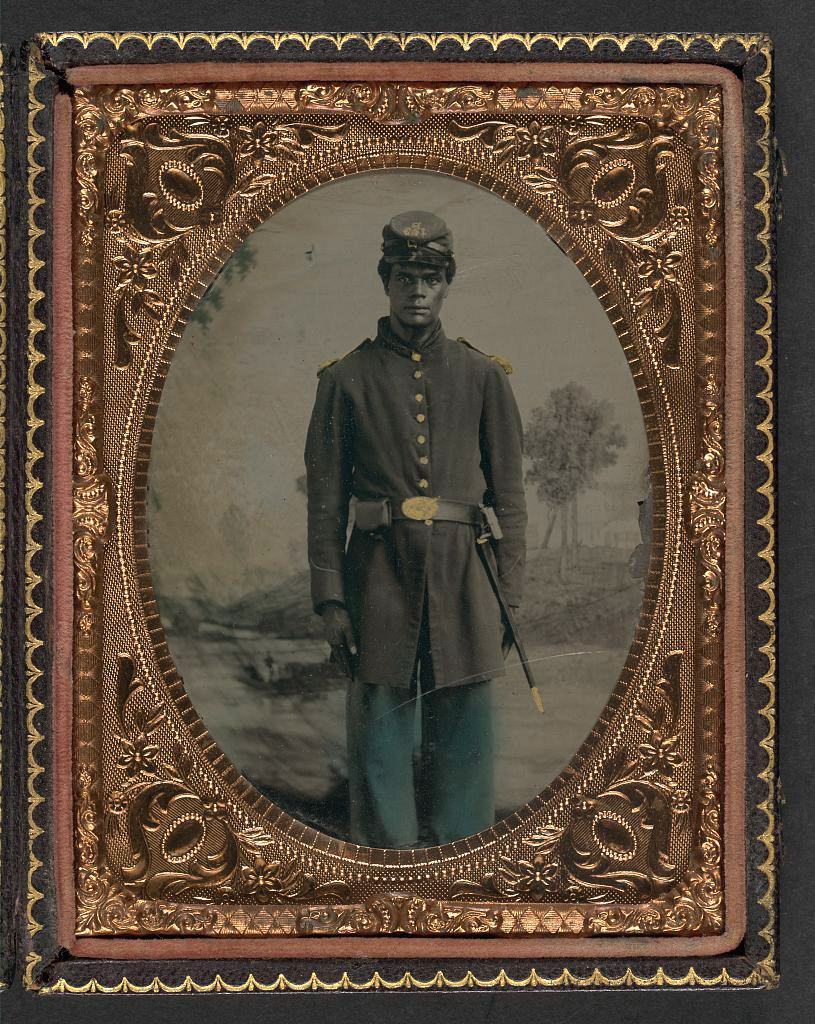
Soldado negro da União: a participação de homens de cor na guerra foi conquista de Douglass.

Em 1863 finalmente o Congresso autorizou o recrutamento de negros nas tropas da União, e a primeira unidade foi criada — o 54º Regimento de Massachusetts, para cujo alistamento de voluntários o governador pediu o auxílio de Douglass que, então, escreveu seu editorial "Men of Color, to Arms" convocando seus irmãos a "terminar em um dia o cativeiro de séculos". Seus filhos Lewis e Charles foram os primeiros a aderir à convocação. Embora Douglass clamasse pela igualdade de tratamento entre negros e brancos nas forças armadas, os negros recebiam metade do pagamento dos brancos — além de terem armas inferiores e treinamento inadequado.  A informação de que soldados negros capturados pelos confederados eram imediatamente fuzilados, piorava a situação. Ele então interrompeu a campanha de recrutamento e publicou nos jornais suas queixas, exigindo fosse recebido pelo presidente.
Em meados de 1863 Lincoln finalmente recebeu o líder e Douglass lhe manifestou suas reivindicações, obtendo, contudo, a evasiva resposta de melhorias no futuro e, apesar disto, ele resolveu retomar a campanha pelo alistamento. Após o encontro, o Secretário da Guerra, Edwin Stanton, ofereceu-lhe um cargo de apoio ao general Lorenzo Thomas, o que prontamente aceitou. Assim, Douglass retornou a Rochester, onde lançou um número do seu jornal e aguardou pelo aviso de sua nomeação como oficial, que nunca veio pois Stanton decidira que ele não seria aceito pelos demais oficiais. Apesar disso ele não declinou da motivação em continuar sua campanha e seu terceiro filho homem, Frederick Jr., também se juntara aos irmãos nas tropas que, tendo os soldados negros a se destacar nos campos de batalha, fizeram com que, em meados de 1864, a guerra finalmente pendesse em favor do Norte, embora agora ele não quisesse apenas a libertação dos escravos, que pela lei já eram livres: queria a igualdade de tratamento pois no Norte continuava a discriminação contra os negros, civis e militares.
Em maio de 1864 houve a convenção republicana para a nova eleição presidencial. Nela os abolicionistas do partido, chamados então de "radicais", indicaram seu representante o ex-candidato do Partido Solo Livre e general John C. Frémont. Os democratas escolheram um candidato defensor da chamada Copperhead, termo que definia os defensores de uma paz imediata com o Sul e o retorno à escravidão como era. Mesmo tendo participado da escolha de Frémont, Douglass apoiou Lincoln pois estava temeroso com a vitória da proposta Copperhead do candidato oposicionista, no que foi apoiado pelos demais partidários da candidatura "radical".
Em agosto desse mesmo ano Lincoln, temendo de que fosse celebrado um armistício para selar o fim do conflito onde a escravidão fosse mantida, reuniu-se pela segunda vez com Douglass. O presidente então lhe pediu para elaborar um plano para a evacuação de escravos do Sul, já que não via perspectiva de vitória nortista. Lincoln também enfrentava no Norte a desaprovação de sua política, com a população cansada da guerra, no entanto, no verão daquele ano as sucessivas vitórias da União reanimaram os espíritos e o presidente foi reeleito facilmente, de forma que o plano de Douglass nunca precisou ser usado. Ao final daquele ano o Sul estava faminto e falido, e suas tropas recuavam cada vez mais. Douglass aproveitou os avanços e visitou as áreas ocupadas da Virgínia e sua terra natal, Maryland, onde Em Baltimore realizou pregações e reencontrou a irmã Eliza, que não via há trinta anos e que, durante este longo tempo, havia comprado com esforço próprio a sua liberdade e a dos nove filhos, sendo motivo de orgulho para o irmão.
No começo de 1865 ele volta ao Norte onde, na capital, assiste em meio ao povo o discurso inaugural do segundo mandato de Lincoln. Mais tarde Douglas fora impedido pelos oficiais da Casa Branca de participar da recepção que ali ocorrera, à noite, mas ao informar o presidente do que ocorria este rapidamente levou-o para a cerimônia, anunciando-o: "Aqui está o meu amigo Douglass". Em 9 de abril a guerra finalmente terminou com a rendição de Robert E. Lee e a 14 desse mês Lincoln foi assassinado, mas Douglass estava satisfeito com a vitória que selara o fim da escravidão pela qual tanto lutara.

## Maturidade, viuvez, novo casamento

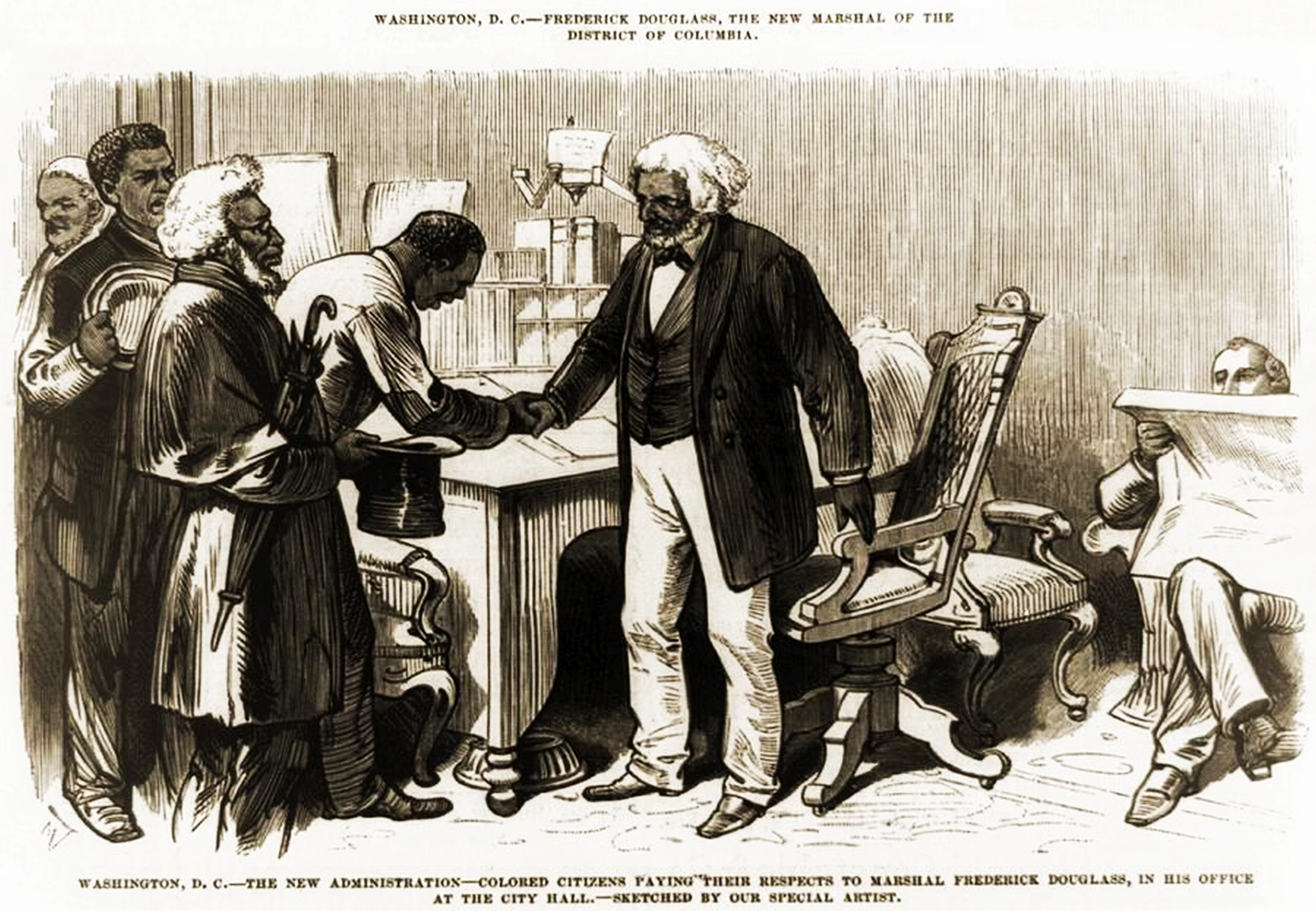
Douglas recebe os cumprimentos da comunidade negra, como novo Marshal da capital.

Em 1870 adquiriu 50% do jornal de Washington "New Era" que, em setembro deste ano, passa a se chamar "New National Era".
Em 1877 Douglass foi nomeado pelo presidente Hayes como Marshall do Distrito de Columbia (cargo que exerceu até 1881) e ainda oficial de registro de imóveis da cidade; com isto ele mudou-se de forma definitiva para Washington onde adquiriu uma casa em Cedar Hill, apesar de o então subúrbio de Anacostia adotar medidas segregacionistas; em razão desta morada passou a ser chamado de "Sábio de Anacostia", ali vivendo até sua morte.
Seu relacionamento com a esposa não era mais de proximidade: ela, que lia e escrevia mal, participava muito raramente das atividades sociais do marido, cada vez mais ampliada no meio dos ativistas negros e brancos; além disto Anna ficara bastante abalada com a morte da filha caçula em 1860 e sua saúde desde então foi piorando até que, a 4 de agosto de 1882, ela faleceu na casa de Cedar Hill e foi sepultada em Rochester.

### Novo casamento: escândalo revela preconceito
|                                                                    |  |                                                                                          |
| O casal Douglass, na lua-de-mel em Niagara Falls, janeiro de 1884. |  | Douglass e sua nova esposa branca, Helen Pitts (sentados) e sua cunhada Eva (ao centro). |

Viúvo, Douglass se casou em 1884 com a feminista novaiorquina Helen Pitts — branca e da elite; a união desencadeou uma verdadeira tempestade na opinião pública, contrária ao matrimônio inter-racial.
A oposição ao matrimônio inter-racial começou pelas famílias, tanto dele (filhos e netos) quanto dela, e se estendeu para os próprios negros que o acusavam de ter preferido unir-se a uma mulher branca comum e pobre ao invés de alguém da própria raça, e passava pela imprensa que realçava a grande diferença de idade (ela tinha quarenta e seis anos e ele vinte anos a mais, e a imprensa dizia que Helen era mais nova que seus filhos) e também citava as leis contra a miscigenação.

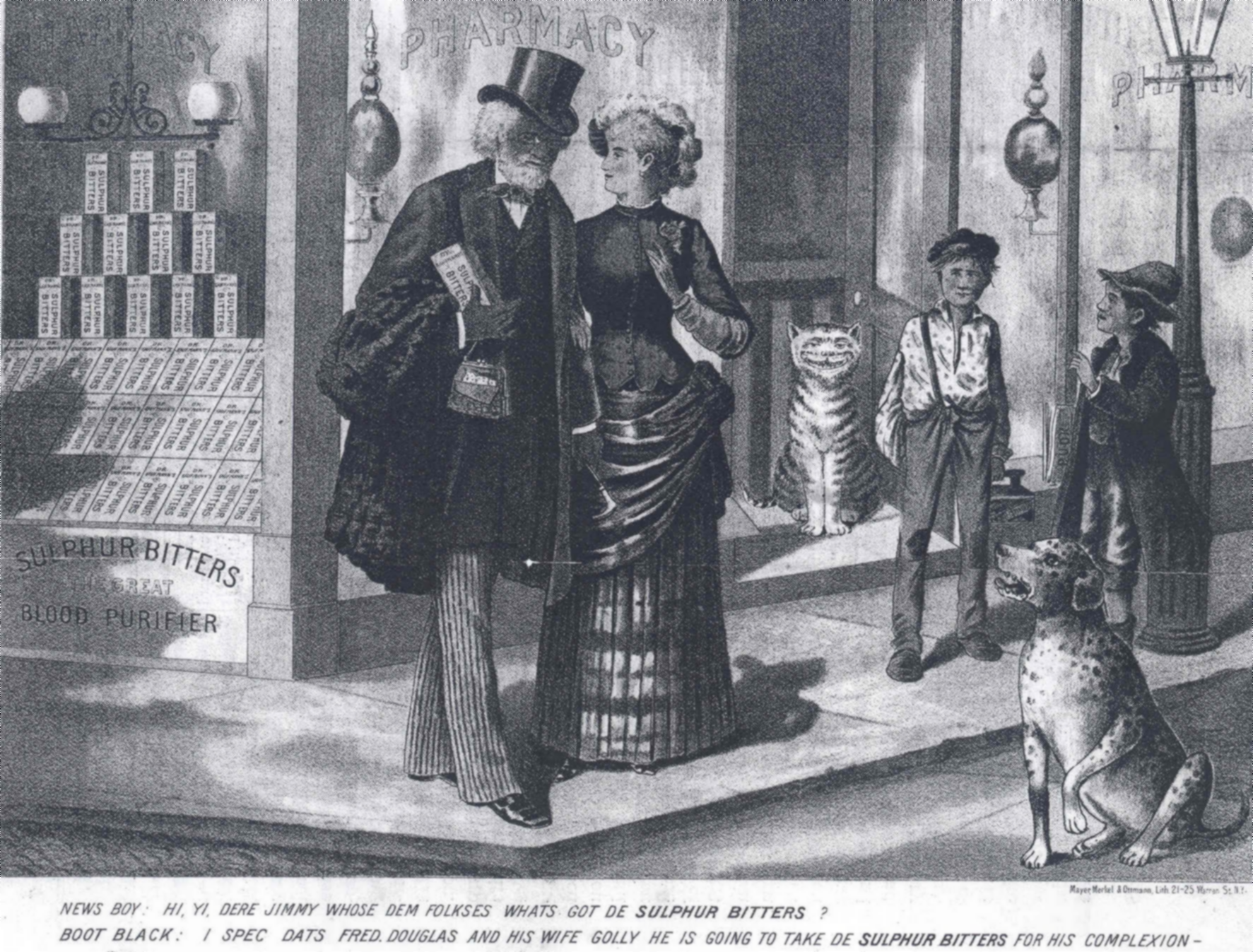
Caricatura ataca o casal Douglass, saindo de uma farmácia onde está à venda produto para "purificar o sangue".

Em seu livro autobiográfico de 1892 ele descreveu o momento: "Nenhum homem, talvez, tenha ofendido mais o preconceito popular do que eu, ultimamente. Eu me casei com uma mulher. Pessoas que haviam permanecido em silêncio quanto às relações ilegais entre os senhores de escravos brancos e suas escravas de cor me condenavam em alta voz por me casar com uma mulher alguns tons mais claros que eu. Eles não teriam qualquer objeção se me casasse com uma pessoa muito mais escura do que eu, mas me casar com alguém muito mais clara, e com a tez do meu pai e não com a de minha mãe era, na visão popular, uma ofensa chocante, pela qual eu deveria sofrer o ostracismo tanto pelos brancos quanto pelos negros".  A despeito disto, ele reagiu com humor: "Isso prova que sou imparcial; minha primeira esposa era da cor de minha mãe e a segunda, da cor de meu pai".
Helen não era uma estranha: quando ela tinha somente oito anos Douglass se hospedara na casa de seus pais quando fora em função de suas palestras e ali voltara outras vezes; finalmente, quando já madura ela se mudou para Washington para morar com um tio, ele a empregara no escritório de registros, em 1882. Pouco mais de um ano e meio após a morte de Anna ele recebera em seu escritório o pastor presbiteriano Francis Grimke, filho de escravos e irmão de dois grandes abolicionistas, e este o encontrara a conversar com uma mulher que rapidamente se retirou; Douglass então declarou que precisava mesmo vê-lo pois queria se casar; perguntado com quem, ele respondera: "A senhora que estava sentada ao meu lado quando você entrou. Ela é a escolhida". 
Ao contrário do primeiro casamento, com Helen Frederick tinha grande afinidade intelectual; em 1886 ele renunciou aos postos governamentais e juntos viajaram para a Europa (Inglaterra, França, Itália e Grécia) e também ao Egito, onde experimentaram uma vida comum sem o preconceito racial que os perseguia; mas logo ela teve que retornar aos EUA, pois a mãe adoecera e os registros dão conta de que se reconciliara com a filha e o genro: no inverno daquele ano a velha Jane Pitts e sua filha Jennie se hospedaram em Cedar Hill.

## Últimos anos
Em 1888 Douglass participou do International Council of Women, onde foi apresentado como um dos pioneiros na defesa dos direitos femininos, por Susan B. Anthony. 

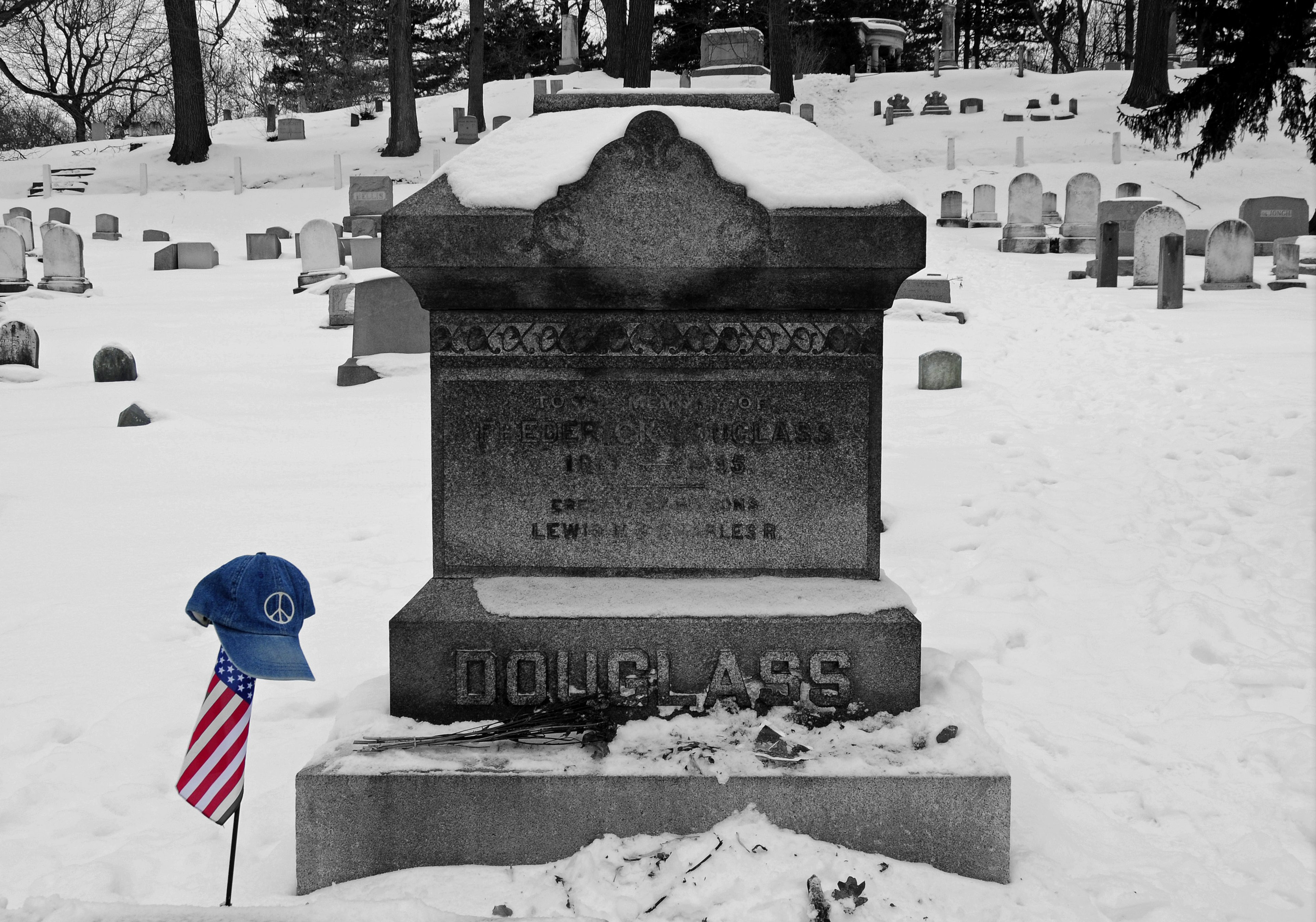
Lápide do túmulo de Frederick Douglass, em Rochester.

Tão logo assumiu o cargo em 1889, o presidente Harrison nomeou Douglass como ministro-residente (embaixador) e cônsul-geral no Haiti, e ainda encarregado de negócios para a República Dominicana. Frederick e Helen estavam morando naquele país caribenho mas, ao cabo de dois anos no serviço diplomático ele compreendeu que a situação política era bastante problemática para que pudesse desempenhar as funções e, alegando motivos pessoais, demitiu-se em 1891. Isto não impediu que o casal participasse da Feira Mundial de 1893 em comemoração ao quarto centenário do Descobrimento da América em Chicago, Douglass na função comissário haitiano.
O casal voltara para Cedar Hill onde ele passava cinco horas por dia na atividade de escrever cartas e artigos, principalmente contra o linchamento, e os dois passeavam em volta da propriedade em caminhadas, ou ficando em sua varanda apreciando juntos a vista.
Cinco meses antes de sua morte Douglass continuava sua atividade de pregação: durante o 31º aniversário da Proclamação de Emancipação ele viajou para Alexandria, na Virgínia, a fim de participar das comemorações, em 24 de setembro de 1894.
No seu último dia de vida Douglass participou de uma reunião da seção de Washington do movimento feminista National Council of Women do qual ele havia participado desde a fundação, em 1848, onde foi convidado ao púlpito e foi aplaudido de pé pelos presentes; tão logo retornou para casa, ele veio a falecer, vitimado por um ataque cardíaco fulminante.
Ele foi sepultado no Mount Hope Cemetery, de Rochester.

## Homenagens

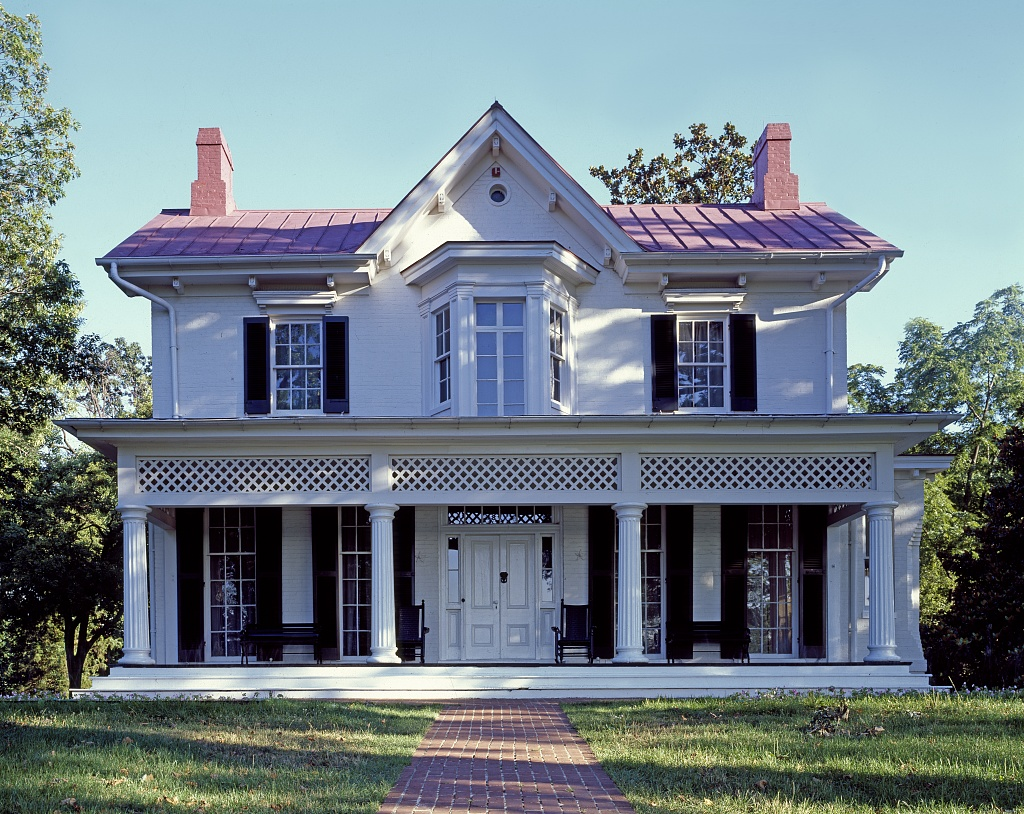
Casa de Douglass em Anacostia, patrimônio nacional dos EUA.

Após sua morte o Congresso, a pedido de sua segunda mulher Helen Pitts Douglass, criou a Associação Nacional Memorial e Histórica Frederick Douglass, a quem ela doou a casa de Anacostia; em 1916, numa parceria com a National Association of Colored Women's Clubs a Associação abriu a residência para visitações; a 5 de setembro de 1962 o local passou a integrar o sistema National Park e em 1988 foi declarado como patrimônio histórico nacional.

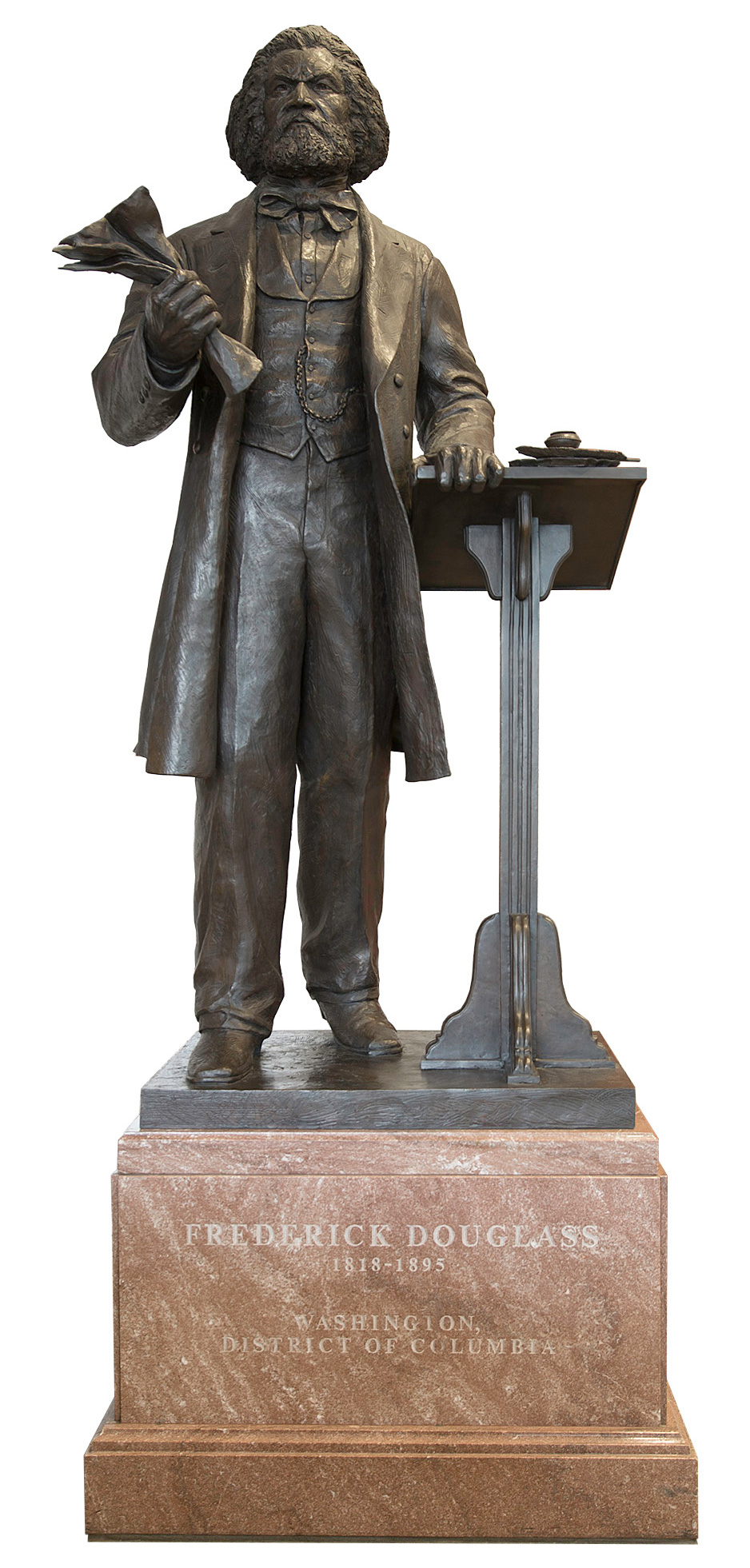
Estátua em bronze no Capitólio, inaugurada no Juneteenth de 2013.

Uma grande estátua de Douglas foi erguida à saída da estação central de trens em Rochester, cidade onde ele vivera por vinte e cinco anos e foi sepultado, como uma resposta dos afrodescendentes ao monumento que se fizera na cidade em homenagem aos combatentes da guerra civil e que omitira os negros; inaugurada em 9 de junho de 1899 pelo então governador novaiorquino Theodore Roosevelt; uma versão menor foi feita para a Exposição Universal de 1900, em Paris; este monumento foi trasladado para o Highland Park em 1941 — próximo ao cemitério onde ele foi sepultado; feita em bronze pelo escultor Sidney W. Edwards, mede cerca de dois metros e quarenta centímetros.
Em 2010 foi inaugurada próximo ao Central Park, em Manhattan, uma praça projetada pelos artistas do Harlem Algernon Miller — a Frederick Douglass Boulevard, tendo ao centro uma escultura em bronze do artista húngaro Gabriel Koren representando Douglass em pé; a obra integra o Frederick Douglass Circle; o monumento é cercado por água, elementos de pedra e ferro forjado, contendo dados históricos e citações do homenageado.
Em comemoração ao Juneteenth foi inaugurado no jardim da Biblioteca do Congresso a 19 de junho de 2013 uma estátua com aproximadamente dois metros e dez centímetros, feita em bronze, obra do artista Steven Weitzman, e representa Douglass como orador e escritor: tendo ao lado de sua figura em pé um púlpito com tinta e caneta enquanto o homenageado, retratado quando tinha cerca de cinquenta anos de idade, segura folhas de papel na postura de quem faz um discurso; o pedestal, com cerca de setenta e cinco centímetros, contém inscrições que na frente traz o nome e os anos de nascimento e morte de Douglass, e nas laterais citações como a de Booker T. Washington à direita que diz: "A alma que está dentro de mim / Nenhum homem pode degradar".
Em 2014 o governador de Maryland Martin O’Malley inaugurou, na residência oficial de Annapolis, um retrato de Douglass pintado pelo célebre artista Simmie Knox, o primeiro de um afro-americano na casa histórica; este foi o segundo retrato de Douglass feito por Knox, famoso pelos retratos oficiais do presidente Bill Clinton e da primeira-dama à época, em 2002; o primeiro quadro pertence ao Smithsonian Institution, e encontra-se cedido ao Center for African American History and Culture, em Anacostia.
Em março de 2017 o governo dos Estados Unidos emitiu milhões de moedas de "quarter dollar" (25 cents), que homenageiam os parques e sítios históricos nacionais (chamadas America the Beautiful Quarters) retratando a sua residência em Washington D.C. onde viveu de 1878 a 1895 quando morreu e o próprio Douglass no verso da moeda, onde aparecem seu nome e ainda a expressão latina "E Pluribus Unum" e "District of Columbia"; o anverso da moeda traz a tradicional efígie de George Washington.

## Impacto cultural

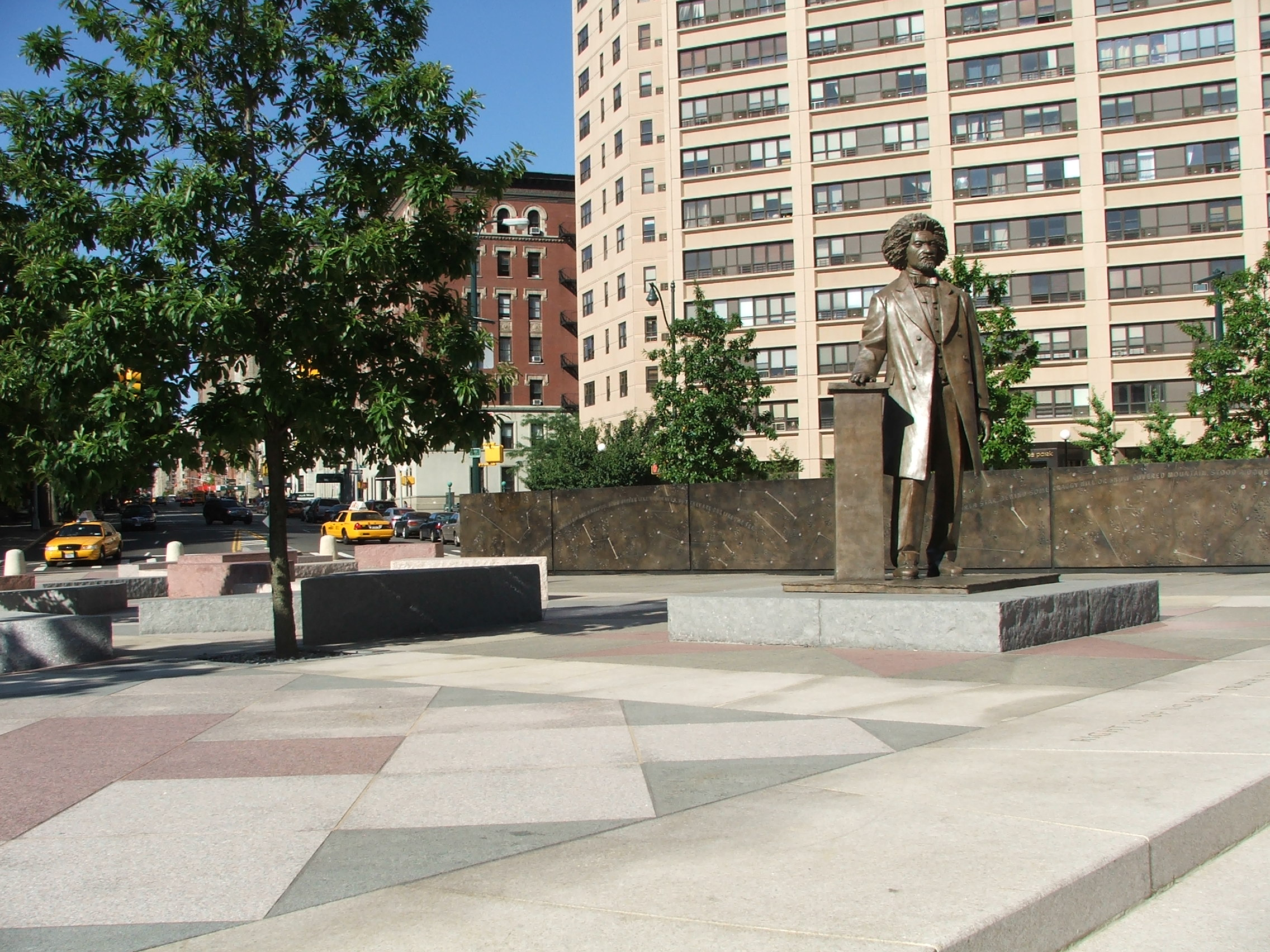
Estátua de Douglass no Frederick Douglass Circle, Manhattan.

Douglass é considerado o americano mais fotografado do século XIX (pesquisadores localizaram mais de cento e sessenta fotos diferentes dele); hoje uma fotografia original sua pode ser comprada por dez mil dólares; ele trabalhou tanto com fotógrafos brancos quanto negros, e esta exposição da imagem era consciente: ele declarou que a fotografia era um veículo da autoconfiança para os homens de cor, e que "A mais humilde serviçal pode possuir agora uma imagem de si mesma que nem toda a riqueza dos reis poderia pagar, 50 anos atrás". Enquanto George Custer posou para 155 fotos e Lincoln 126, as 160 fotografias de Douglass serviram-lhe ao propósito de inverter a imagem dominante do negro como algo "inferior, iletrado, cômico e dependente" — recurso que ele frequentemente usava na retórica — e buscava mostrar a figura de membro culto e respeitável da sociedade; em suas primeiras fotografias, tiradas a partir dos vinte e três anos de idade, seus punhos estão cerrados; durante a Guerra Civil ele exibe a "força do leão" ao encarar a câmara de frente (o que era inusual); com suas imagens, amplamente divulgadas, Douglass também aí subverteu a ordem dominante, ele "estava redesenhando os mapas mentais do inconsciente das pessoas".
Em 1989 o filme Tempo de Glória traz o ator Raymond St. Jacques no papel de Douglass, que exerce papel ativo no recrutamento de soldados negros.
Na série estadunidense The Flash o policial Joe West prepara um quarto em sua casa para receber seu filho Wally, destacando-se na parede um pôster de Douglass.

## Trabalhos

### Escritos
- 1845. A Narrative of the Life of Frederick Douglass, an American Slave (primeira autobiografia).
- 1853. "The Heroic Slave". Pp. 174–239 in Autographs for Freedom, editado por Julia Griffiths. Boston: Jewett and Company.
- 1855. My Bondage and My Freedom segunda autobiografia).
- 1881 (revised 1892). Life and Times of Frederick Douglass (terceira e última autobiografia).
- 1847–1851. The North Star, um jornal abolicionista fundado e editado por Douglass. Ele fundiu o papel com outro, criando o Frederick Douglass' Paper.
- 2012. In the Words of Frederick Douglass: Quotations from Liberty's Champion, editado por John R. McKivigan e Heather L. Kaufma. Ithaca: Cornell University Press. ISBN 978-0-8014-4790-7.

### Discursos
- 1841. "The Church and Prejudice"[29]
- 1852. "What to the Slave Is the Fourth of July?"[30] Em 2020, a Rádio Pública Nacional produziu um vídeo de descendentes de Douglass lendo trechos do discurso.[31]
- 1859. Self-Made Men.[32]
- 1863, 6 de julho. "Speech at National Hall, for the Promotion of Colored Enlistments".[33]
- 1881. John Brown. An address by Frederick Douglass, at the fourteenth anniversary of Storer College, Harper's Ferry, West Virginia, May 30, 1881. Dover, New Hampshire: [s.n.] 1881